# Coulazou
Der Coulazou (frz.: Ruisseau du Coulazou) ist ein Fluss in Frankreich, der im Département Hérault in der Region Okzitanien verläuft. Er entspringt an der Gemeindegrenze von La Boissière und Argelliers, entwässert generell in südöstlicher Richtung und mündet nach rund 29 Kilometern im Gemeindegebiet von Fabrègues als rechter Nebenfluss in die Mosson.

## Orte am Fluss
(Reihenfolge in Fließrichtung)
- La Boissière
- Cournonterral
- Fabrègues